# 灰䳍
灰䳍（学名：Tinamus tao），是䳍形目䳍科的一种鸟类，栖息在密集的高大的树木组成的森林中。灰䳍体重1600.1克，翼长278.7毫米，嘴峰长45.5毫米，喙宽度6.5毫米，喙厚度6.8毫米，跗蹠长79.7毫米，尾长125.6毫米。灰䳍在其分布区内为留鸟，其食性为草食性。

## 亚种
- ：分布于哥伦比亚中部和委内瑞拉西北部的山地森林。
- ：分布于哥伦比亚中南部至厄瓜多尔东部、秘鲁东部、玻利维亚东部和巴西西部。
- ：分布于委内瑞拉东北部，可能也分布在圭亚那西北部。
- ：分布于巴西中北部至秘鲁东部和玻利维亚的边界。[4]